# Habitatge al passeig Pare Manyanet, 36 (Tremp)
L'Habitatge al passeig Pare Manyanet, 36 és un edifici de Tremp (Pallars Jussà) protegit com a Bé Cultural d'Interès Local.

## Descripció
Es tracta d'un edifici entre mitgeres, situat al Passeig Pare Manyanet. Tot i ser una construcció contemporània, cal destacar les restes d'una estructura semicircular que podrien assimilar-se a les d'una de les torres de la muralla de Tremp. El cos mostra a la vista part del seu parament originari, conformat per carreus de reduïdes dimensions, ordenats en filades més o menys regulars. Es conservava, també, un arc de mig punt adovellat, substituït en reformes contemporànies.